# جیمی کیس
جیمی کیس (انگلیسی: Jimmy Case؛ زادهٔ ۱۸ مهٔ ۱۹۵۴) یک بازیکن فوتبال اهل انگلستان است.